# Blama
Baoma este un oraș în Sierra Leone.